# خوان بالسيلس
خوان بالسيلس (بالإسبانية: Joan Balcells)‏ مواليد 20 يونيو 1975 في برشلونة، هو لاعب كرة مضرب إسباني سابق بدأ مسيرته كمحترف سنة 1996 وكان يلعب باليد اليمنى، اعتزل اللعب في 2004. أعلى تصنيف له في الفردي كان المركز الـ 57 في سنة 2001. أعلى تصنيف له في الزوجي كان المركز الـ 65 في سنة 2001.

## النهائيات

### الفردي (الألقاب 1, الوصافة 1)
| الحصيلة | الرقم | التاريخ        | الدورة                       | الأرضية | المنافس في النهائي | النتيجة في النهائي |
| ------- | ----- | -------------- | ---------------------------- | ------- | ------------------ | ------------------ |
| الفوز   | 1.    | 11 سبتمبر 2000 | بطولة بوخارست للتنس, رومانيا | ترابية  | ماركوس هانتشوك     | 6–4, 3–6, 7–6(7–1) |
| الوصافة | 2.    | 10 مارس 2002   | سكوتسديل                     | ترابية  | أندريه أغاسي       | 2–6, 6–7(2–7)      |

## روابط خارجية
- خوان بالسيلس على موقع رابطة محترفي التنس (الإنجليزية)
- خوان بالسيلس على موقع الاتحاد الدولي لكرة المضرب (الإنجليزية)
- خوان بالسيلس على موقع كأس ديفيز (الإنجليزية)
- خوان بالسيلس على موقع خلاصة التنس.كوم (الإنجليزية)